# Spettroscopia di annichilazione di positroni
La spettroscopia di annichilazione di positroni, indicata con l'acronimo PAS dall'inglese positron annihilation spectroscopy, è una tecnica spettroscopica non distruttiva utilizzata per studiare le lacune e i difetti nei solidi.
La tecnica si basa sul fatto che un positrone che si avvicina nelle immediate vicinanze di un elettrone cesserà di esistere a causa dell'annichilazione. Nel processo di annichilazione di un positrone e di un elettrone vengono liberati raggi gamma che possono essere rilevati. Se i positroni vengono introdotti in un corpo solido la loro emivita dipenderà fortemente dal fatto che finiscano in una regione con elevata densità elettronica piuttosto che in lacune dove gli elettroni sono scarsi o assenti. In quest'ultimo caso l'emivita può essere molto più lunga dato che la probabilità di incontrare un elettrone è molto minore.
Confrontando la frazione di positroni che hanno una emivita più lunga con quelli che annichiliscono rapidamente è possibile ottenere informazioni sulla presenza di lacune o difetti della struttura. Nel caso di materiali con un reticolo cristallino quali i semiconduttori questi possono essere rappresentati da una dislocazione o da un altro difetto reticolare. Nel caso di polimeri amorfi potrebbero essere evidenziati spazi vuoti tra le catene del polimero.
La tecnica richiede una fonte di positroni. Viene spesso utilizzato un isotopo radioattivo del sodio.